# Жидко Геннадій Валерійович
Геннадій Валерійович Жидко (12 вересня 1965, Янгіабад, Ільїчівський район, Сирдар'їнська область, УзРСР — 16 серпня 2023, Москва, Російська Федерація) — російський воєначальник. Заступник Міністра оборони Російської Федерації — начальник Головного військово-політичного управління Збройних сил Російської Федерації з 12 листопада 2021 року. Герой Російської Федерації (2017), генерал-полковник (2020).

## Біографія
Народився 12 вересня 1965, за збігом — в день танкіста, в селі Янгіабад (Іллічівський район Сирдар'їнської області Узбецької РСР, нині — Сардобінського району Республіки Узбекистан).
У 1987 році закінчив Ташкентське вище танкове командне училище..
Служив у 27-й гвардійській мотострілецькій дивізії Приволзького та Приволзько-Уральського військового округів з пунктом базування в селі Тоцьке Тоцького району Оренбурзької області, де пройшов шлях від командира взводу до командира дивізії, звання капітана і полковника отримав достроково. Отримував заохочення за організацію вогневої підготовки від командувача військ П-УрВО генерал-полковника Олександра Баранова.
Був командиром 92-го мотострілецького полку з пунктом базування в Душанбе (Республіка Таджикистан).
У 1997 році закінчив Військову академію бронетанкових військ імені Маршала Радянського Союзу Р. Я. Малиновського, а в 2007 році — Військову академію Генерального штабу Збройних Сил Російської Федерації.
З серпня 2007 року до липня 2009 року — командир 20-ї гвардійської мотострілецької дивізії Північно-Кавказького військового округу з пунктом базування у Волгограді. Під час перебування на цій посаді продовжив роботу генерал-майора Олександра Лапіна з налагодження довірчих взаємин з військовими колективами, удосконалення бойової та технічної підготовки. Також приступив до переведення дивізії на "контракт ".
З липня 2009 року по січень 2011 року — заступник командувача 20-ї гвардійської армії Московського, потім Західного військового округів зі штабом у Воронежі. З січня 2011 року по січень 2015 року — начальник штабу — перший заступник командувача 6-ї загальновійськової армії ЗВО з пунктом базування у Санкт-Петербурзі. Брав участь у становленні даного з'єднання, за свої організаторські здібності був відзначений командувачем 6-ї армії генерал-майором Євгеном Устиновим, командувачем військ ЗВО генерал-полковником Аркадієм Бахіним.
З січня 2015 року до вересня 2016 року — начальник штабу — перший заступник командувача 2-ї гвардійської загальновійськової армії, з вересня 2016 року по листопад 2017 року — командувач 2-ї гвардійської загальновійськової армії Центрального військового округу зі штабом у Самарі Армія під командуванням Жидко неодноразово брала участь у раптових навчаннях та перевірках, у ході яких показувала високу боєздатність та мобільність. Під час проведення військових навчань «Захід-2017» підрозділи армії в найкоротші терміни були перекинуті з Самари на Кольський півострів.
20 лютого 2016 року присвоєно військове звання генерал-майора.
У грудні 2017 року посаду командувача 2-ї армії обійняв генерал-майор Рустам Мурадов.
Учасник військової операції Росії в Сирії, в 2016 генерал-майор Жидко обіймав посаду начальника штабу угруповання Збройних сил Російської Федерації в Сирії. Нестандартне полководницьке мислення військового радника Жидко було відзначено начальником Генерального штабу ЗС Росії та першим заступником міністра оборони Росії генералом армії Валерієм Герасимовим.
9 травня 2017 року приймав парад на площі Куйбишева в Самарі, присвячений 72-річчю перемоги у Великій Вітчизняній війні.
З 22 листопада 2017 по 3 листопада 2018 — заступник начальника Генерального штабу Збройних сил Російської Федерації.
11 червня 2018 року присвоєно військове звання генерал-лейтенанта.
У листопаді 2018 призначений командувачем військ Східного військового округу, замість Олександра Журавльова, який перейшов на посаду командувача військ Західного військового округу, 13 листопада представлений керівним складом у штабі округу в Хабаровську.
11 червня 2020 року присвоєно чергове військове звання генерал-полковника.
12 листопада 2021 призначений заступником міністра оборони Російської Федерації — начальником Головного військово-політичного управління Збройних Сил Російської Федерації.
За деякими даними, у травні 2022 року призначений командувачем російських військ, що беруть участь у вторгненні на територію України, змінивши генерала армії Олександра Дворнікова.
Помер 16 серпня 2023 року в Москві.

## Нагороди
- Звання Герой Російської Федерації з врученням медалі «Золота Зірка» (26 грудня 2017, указом президента Росії) — «за героїзм і мужність, виявлені при виконанні військового обов'язку»[40][41][42].
- Орден «За заслуги перед Батьківщиною» 4-го ступеня з мечами[7].
- Орден «За військові заслуги»[7].
- Медаль ордену «За заслуги перед Батьківщиною» 2-го ступеня[7].
- Медалі СРСР.
- Медалі РФ.